# HydraIRC
HydraIRC – klient sieci IRC przeznaczony dla systemu operacyjnego Windows. Został napisany w języku C++ przez Dominica Cliftona w lipcu 2002 i wykorzystuje Windows Template Library. Aktualnie program umożliwia między innymi logowanie rozmów, motywy, wtyczki, autoukrywanie okien oraz czat DCC i transfer plików.
Program rozpowszechniany jest na własnej licencji – źródła są publicznie dostępne, ale zabronione jest wykonywanie prac pochodnych, dystrybucja oraz wykorzystywanie fragmentów kodu.